# Je suis Charlie

Logo der Parole Je suis Charlie

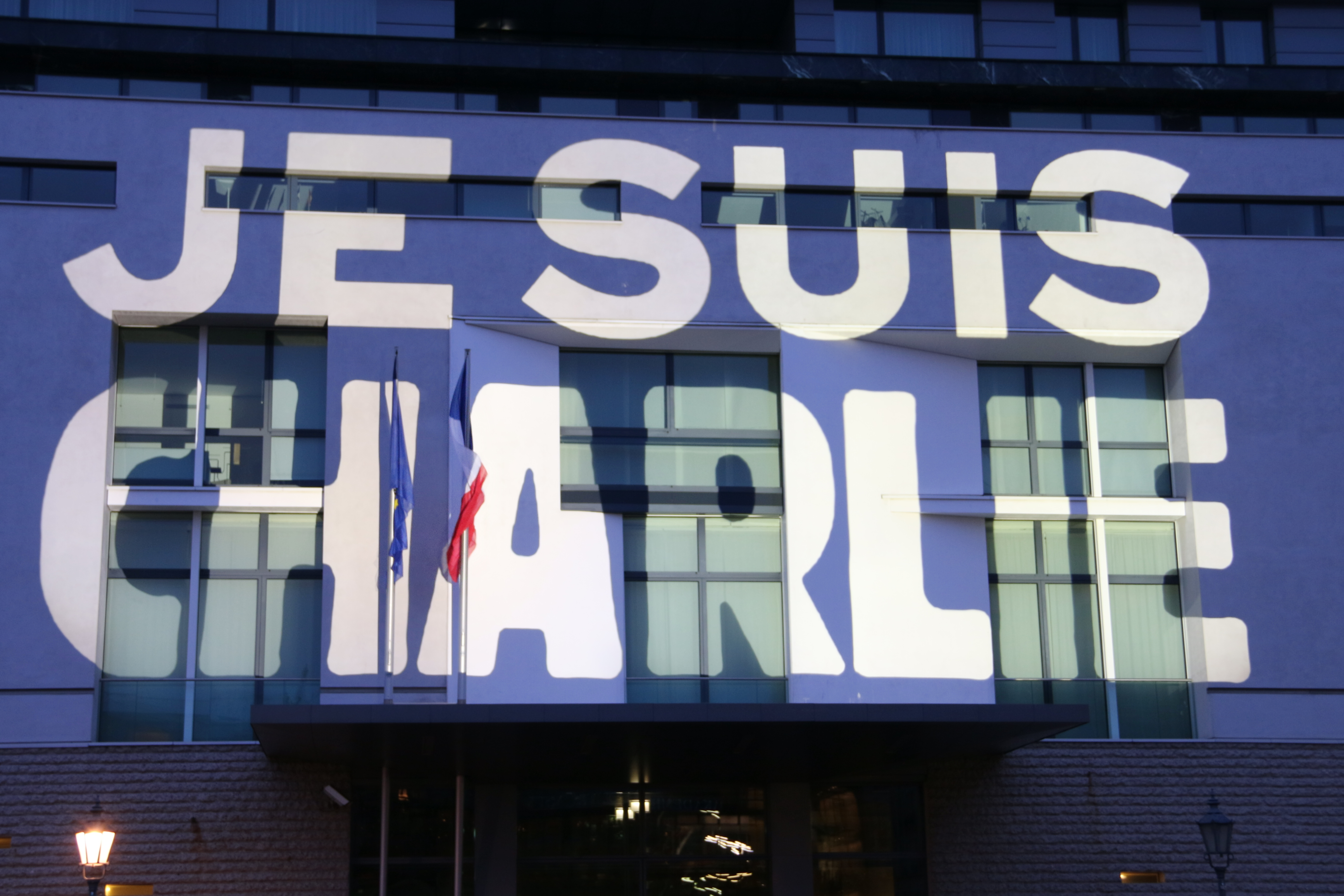
Je suis Charlie – Schriftzug an der französischen Botschaft in Berlin am 11. Januar 2015

Je suis Charlie ([ʒə sɥi ʃaʁ.li]; französisch sowohl „Ich bin Charlie“ als auch „Ich folge Charlie“) ist ein Slogan, der unmittelbar nach dem Anschlag auf die französische Satirezeitschrift Charlie Hebdo am 7. Januar 2015 entstand und die Solidarität mit den ermordeten Redaktionsmitgliedern zum Ausdruck bringen soll. Er wurde seither in abgewandelter Form zu Solidaritätsbekundungen im Zusammenhang ähnlicher Verbrechen verwendet.

## Entstehungsgeschichte, Erfolg und Varianten
Um 11.52 Uhr, eine halbe Stunde nach dem Anschlag auf die Redaktion der Satirezeitschrift Charlie Hebdo, verschickte Joachim Roncin, künstlerischer Direktor und Musikjournalist bei einem Pariser Gratisblatt, über Twitter den Dreiwortsatz Je suis Charlie. Er erklärte, das Bild sei gleichbedeutend mit „Ich bin frei“ und „Ich habe keine Angst“. (Französisch: « Et l’image ‹ Je suis Charlie › est née. Elle est synonyme de ‹ Je suis libre › et de ‹ Je n’ai pas peur ›. »)
Schon am Abend desselben Tages entwickelte sich Je suis Charlie über die sozialen Netze zu einem international präsenten Slogan, „sichtbar im Stadtraum, als Schriftzug in Weiß und Grau auf schwarzem Grund, in der Typografie der attackierten Zeitschrift“. Verstanden wird der Slogan im Allgemeinen „als sprachliche Geste der symbolischen Identifikation“ und als Solidaritätsbekundung, auch als Ausdruck von Trauer. Dabei unterstützte die Verkürzung des Zeitungsnamens auf Charlie seine rasche Verbreitung. Lothar Müller merkte in der Süddeutschen Zeitung an: „Der Dreiwortsatz […] meint: ‚Ich protestiere gegen die Gewalt als Antwort auf Karikaturen‘. ‚Ich bin mit gemeint, wenn das Recht auf freie Meinungsäußerung angegriffen wird.‘“ So wurde „Je suis Charlie“ zum „Symbol für die bedrohte Öffentlichkeit und die demokratisch-rechtsstaatliche Ordnung insgesamt.“
Die erste Ausgabe von Charlie Hebdo nach dem Anschlag, die viel beachtete Nº 1178 vom 14. Januar, zeigt auf der Titelseite eine von Luz gezeichnete „Mohammedfigur vor grünem Hintergrund, die ein Schild mit der Aussage ‚Je suis Charlie‘ vor der Brust hält. Eine Träne spritzt aus dem rechten Auge und die Mundwinkel sind nach unten gebogen. Über dem weißen Turban steht der Schriftzug ‚Tout est pardonné‘“ – eine ebenso säkulare wie versöhnliche Stellungnahme gegen religiöse und ethnische Diskriminierung.
Der Erfolg des Slogans führte zu Varianten wie Je suis Ahmed („Ich bin Ahmed“, bezogen auf den bei dem Anschlag erschossenen Polizisten und Muslim Ahmed Merabet) und Je suis Juif („Ich bin Jude“, Bezug nehmend auf die zwei Tage nach dem Anschlag auf die Charlie Hebdo-Redaktion begangene Geiselnahme mit vier Toten in einem jüdischen Supermarkt). Je suis Juif hebe hervor, dass diese weitere „Mordtat der Logik antisemitischer Selektion folgte“, so die Süddeutsche.

## Gegenstimmen
Neben dem großen Zuspruch, auf den Straßen von Paris ebenso wie in den traditionellen Massenmedien, gab es, insbesondere in den Sozialen Medien, auch distanziertere bis ablehnende Bewertungen, teilweise unter dem Slogan Je ne suis pas Charlie („Ich bin nicht Charlie“).
Die Kritik wendete sich gegen mit der Parole „Je suis Charlie“ verbundene Ausgrenzungsseffekte. So argumentierte Mehdi Hasan, Moderator bei Al Jazeera, die Formel suggeriere, als Muslim habe man sich entweder für Charlie oder für die Islamisten zu entscheiden, womit vernachlässigt werde, dass ein Muslim den Karikaturen kritisch, der Mordtat aber nicht minder ablehnend gegenüberstehen kann. Auch andere muslimische Kritiker äußerten sich dahingehend, dass der Slogan mit seinem Bekenntnischarakter eine Form der Ausgrenzung sei, auch nahmen sie ihre Kritik an den Karikaturen nicht zurück.
In diesem Sinne verwahrten sich außerdem Katholiken, die seit langer Zeit dem karikierenden Spott von Charlie Hebdo ausgesetzt waren, gegen eine rückhaltlose Solidarisierung. Charlie Hebdo veröffentlicht weiterhin kirchenkritische bis -feindliche Karikaturen.
Der rechtsextreme Gründer der Front Nationale Jean-Marie Le Pen begründete seine Negation der Aussage mit der Unterstützung eines Parteiverbots seitens der Karikaturisten. Gleichzeitig bekundete er, den Tod von Landsleuten zu betrauern. Akteure der Neuen Rechten in Deutschland solidarisierten sich mit Le Pen, darunter Martin Lichtmesz.
Auch Kommentatoren, die sich mit Charlie Hebdo solidarisch erklärten, äußerten Kritik. Diese Form der Solidarisierung sei gerade keine politische und deshalb wohlfeil: „‚Je suis Charlie‘ ist nicht als politisches Handeln zu verstehen oder zu übersetzen mit ‚Ich teile solidarisch die Werte, für die diese Leute gestorben sind und würde es gegebenenfalls selbst tun‘. Nein, ‚Je suis Charlie‘ bedeutet ‚Huch!‘, ‚Oje!‘ oder ‚Nee, also so was!‘. Es ist der Brummton der Betroffenheit.“
Charlie Hebdo-Zeichner Bernard „Willem“ Holtrop äußerte sich befremdet über den Zuspruch von unerwarteter Seite: „We hebben veel nieuwe vrienden gekregen: de paus, koningin Elisabeth, Poetin. […] Wij kotsen op al die mensen die nu ineens zeggen dat ze onze vrienden zijn“ (deutsch: „Wir haben viele neue Freunde gekriegt: den Papst, Königin Elisabeth, Putin. […] Wir kotzen auf all die Menschen, die nun plötzlich sagen, dass sie unsere Freunde sind“).

## Vermarktung
Der Grafikdesigner Joachim Roncin, von dem die Parole stammt, versuchte den Slogan urheberrechtlich als Marke schützen zu lassen. Dennoch wurde der Spruch von Merchandising-Herstellern sofort kommerziell verwendet – man konnte Textilien oder Taschen mit dem Schriftzug kaufen – was in der Presse kritisiert wurde. Aber auch die Journalisten-Vereinigung Reporter ohne Grenzen verkaufte T-Shirts mit aufgedrucktem Charlie-Schriftzug, der Erlös ging an das Satiremagazin.

## Weiterverwendung

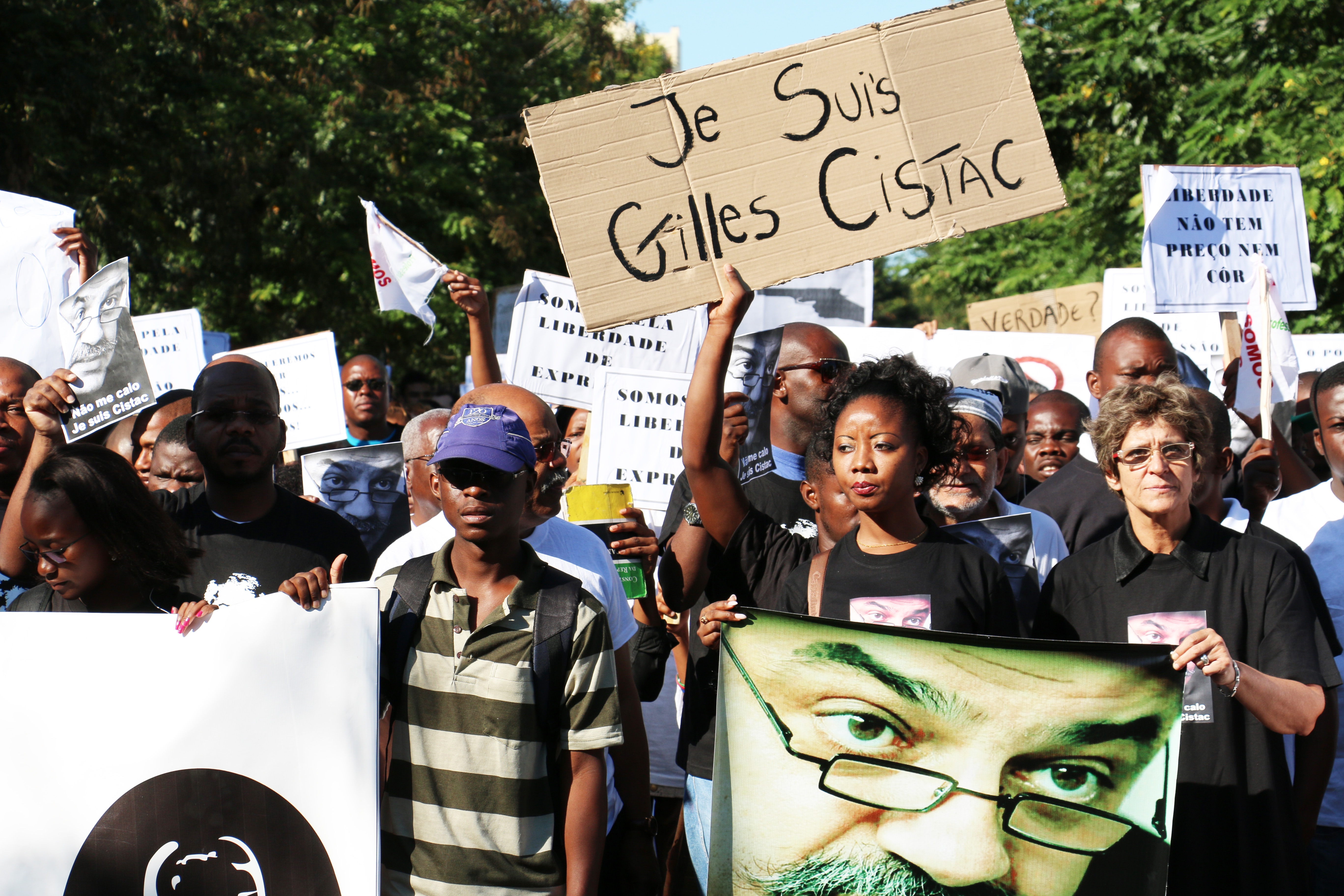
Je suis Gilles Cistac in Maputo, Mosambik.

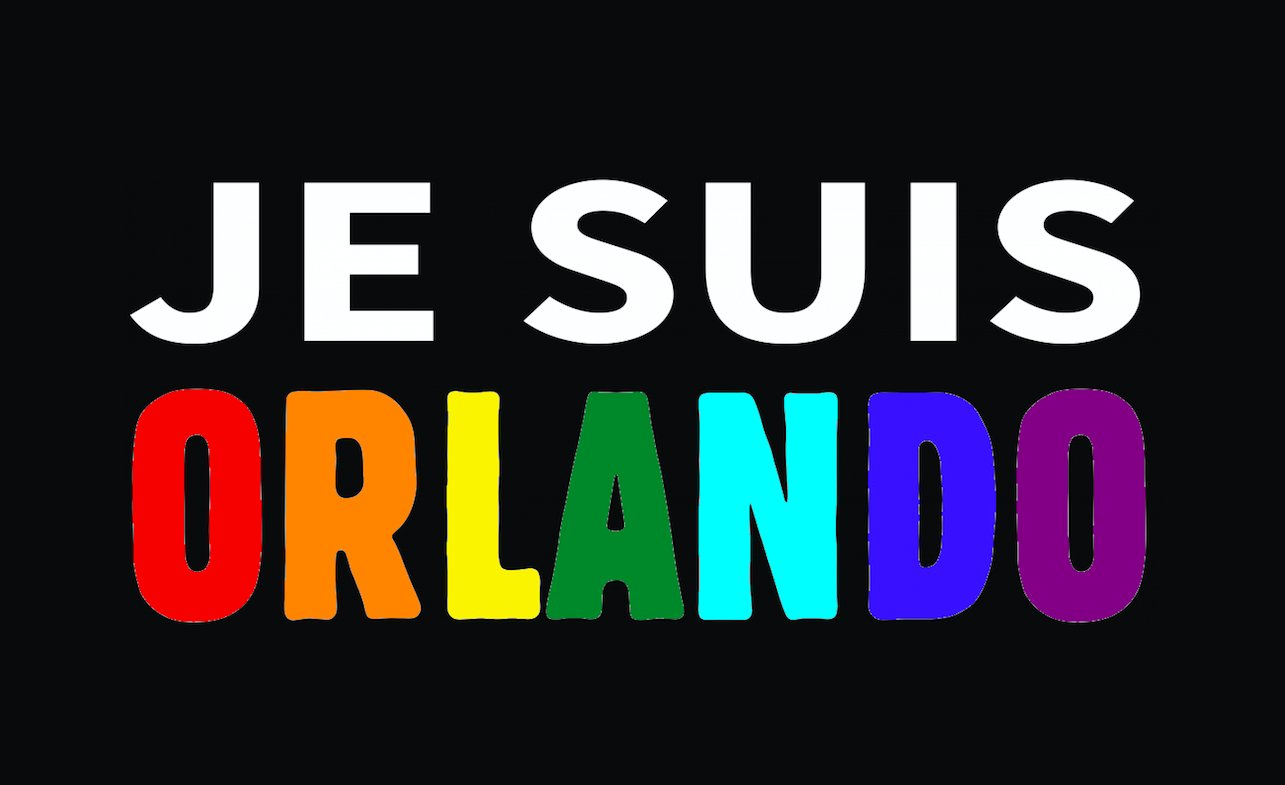
Je suis Orlando

Der Slogan Je suis Charlie fand auf der ganzen Welt eine große Resonanz und fand mehrere Adaptionen, um Solidarität mit bestimmten verstorbenen bzw. ermordeten Personen auszudrücken. Als Beispiel kann hier das skandierte Je suis Niesmann bzw. Yo soy Niesmann auf Demonstrationen für den plötzlich gestorbenen argentinischen Staatsanwalt Alberto Nisman dienen. Bei einer Solidaritätsdemonstration in Maputo (Mosambik) für den ermordeten franko-mosambikanischen Juristen Gilles Cistac skandierten Demonstrierende Je suis Cistac, auch die Trauer um den ermordeten Politiker Boris Jefimowitsch Nemzow wurde vielerorts mit Je suis Boris ausgedrückt.

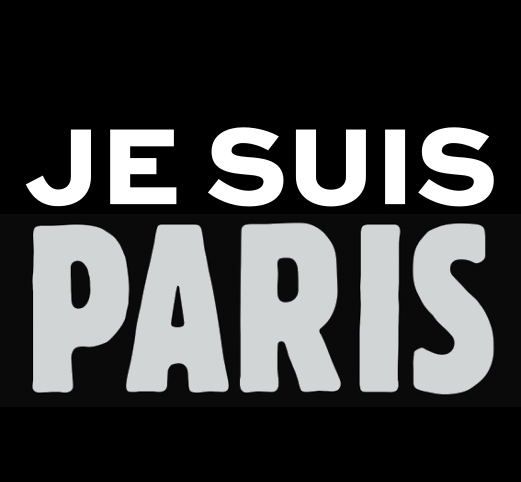
Je suis Paris

Nach den Terroranschlägen vom 13. November 2015 in Paris mit über 130 Toten wurde der Slogan Je suis Paris sowie in abgewandelter Form Nous sommes Paris („Wir sind Paris“) weltweit als Ausdruck der Solidarität verwendet. Als am 18. November im Zuge der Ermittlungen der Sprengstoffspürhund Diesel stirbt, wurden die beiden Hashtags #JeSuisDiesel und #JeSuisChien in den sozialen Netzwerken verbreitet. Beim Massaker in Orlando im Juni 2016 mit mindestens 50 Toten fand der Slogan Je suis Orlando Verwendung, wobei die Buchstaben Orlandos in Anspielung auf den Tatort, einer überwiegend von Homosexuellen besuchten Bar, in den Farben der Regenbogenfahne dargestellt wurde.
Der Ausdruck wird jedoch nicht nur zur Solidaritätsbekundung Verstorbener verwendet, häufig werden damit auch politisch oder anderweitig Verfolgte unterstützt. So verteidigten Senegalesen mit dem Ausdruck „Je suis Karim“ die Rechte des wegen Veruntreuung inhaftierten Politikers Karim Wade.